# Westworth Village
Westworth Village – miasto w Stanach Zjednoczonych, w stanie Teksas, w hrabstwie Tarrant.